# Ptychocroca
Ptychocroca es un género de polillas de la familia Tortricidae.

## Especies
- Ptychocroca apenicillia Brown & Razowski, 2003
- Ptychocroca crocoptycha (Meyrick, 1931)
- Ptychocroca galenia (Razowski, 1999)
- Ptychocroca keelioides Brown & Razowski, 2003
- Ptychocroca lineabasalis Brown & Razowski, 2003
- Ptychocroca nigropenicillia Brown & Razowski, 2003
- Ptychocroca simplex Brown & Razowski, 2003
- Ptychocroca wilkinsonii (Butler, 1883)

## Etimología
El nombre genérico es un anagrama del nombre específico crocoptycha.